# Öjkroken
Öjkroken är en tidigare järnvägsstation och postanstalt på Öland. Den är belägen i byn Öj i Köpings socken. Namnet Öj är belagt som Øø 1463 och Öj 1478. Ordet betyder ”upphöjning över sankmark.
När Borgholm-Böda Järnväg byggdes 1906 anlades en hållplats nära Öj. Järnvägsbolaget föreslog att den skulle benämnas med detta namn. Kungliga Järnvägsöverstyrelsen och Kungliga Poststyrelsen anförde i sin remiss att detta namn lätt kunde förväxlas med den redan befintliga stations- och adressorten Öje, varför namnförslaget avslogs och bolaget anmodades att ge förslag om nytt namn. Med tanke på att järnvägslinjen vid Öj gjorde en 90° kurva från öst-västlig till syd-nordlig riktning föreslogs nu namnet Öjkroken, som godkändes av järnvägsstyrelsen den 6 november 1906.
Vid inrättandet av Ölands järnvägar beslöts att öns dittillsvarande lantbrevbäringslinjer skulle avskaffas och postdistributionen i stället ske med järnväg. Från den 25 november 1909 upphörde den tidigare poststationen Ölands Egby (inrättad 1874 och till 1 januari 1876 benämnd Egby) och dess verksamhet flyttades till Öjkroken. Denna poststation var förenad med järnvägen till dess att järnvägstrafiken på Öland upphörde den 30 september 1961. Då drogs även poststationen i Öjkroken in och slogs samman med postexpeditionen Köpingsvik (fram till 1947 kallad Tingsdal).